# شهرستان کلی (داکوتای جنوبی)
شهرستان کلی، داکوتای جنوبی (به انگلیسی: Clay County, South Dakota) یک سکونتگاه مسکونی در ایالات متحده آمریکا است که در داکوتای جنوبی واقع شده‌است.

## خصوصیات
شهرستان کلی ۱٬۰۸۰٫۰۳ کیلومترمربع مساحت دارد.